# Притеев, Александр Анатольевич
Александр Анатольевич Притеев (24 сентября 1959) — советский и казахстанский футболист, защитник, тренер.

## Биография
В соревнованиях мастеров дебютировал в 1979 году в первой лиге в составе фрунзенской «Алги». Свой первый матч сыграл 3 августа 1979 года против «Памира», а всего за сезон провёл два матча. В том же году принимал участие в футбольном турнире Спартакиады народов СССР в составе сборной Киргизской ССР.
Впоследствии несколько лет играл за ошский «Алай», за этот клуб провёл более 100 матчей во второй лиге. На один сезон, в 1984 году, возвращался в «Алгу».
В 1987 году перешёл в «Целинник» (Целиноград), где провёл следующие четыре сезона, сыграв более 100 матчей во второй лиге. По окончании сезона 1990 года приостановил профессиональную карьеру. В 1994 году вернулся в команду, игравшую в тот период под названием «Цесна», и сыграл 17 матчей в высшей лиге Казахстана. С октября 1994 года по август 1995 года входил в тренерский штаб команды.
В 1997 году провёл 4 матча за клуб первой лиги Казахстана «Наша Кампания», бронзовый призёр первой лиги 1997 года. На следующий год был в заявке клуба в высшей лиге, но ни разу не вышел на поле.
Принимал участие в матчах ветеранов.